# Бриджес, Элис
Элис У. Бриджес (англ. Alice W. Bridges, в замужестве Роше (англ. Roche); 19 июля 1916, Аксбридж, Массачусетс, США — 5 мая 2011, Карлайл, Пенсильвания, США) — американская пловчиха, бронзовый призёр Олимпийских игр в Берлине (1936) на дистанции 100 м на спине.
Вместе со своей сестрой-близнецом начинали учиться плавать в местном пруду, затем стали тренироваться в олимпийском бассейне в соседнем Витинсвилле. Окончила школу физической культуры (Posse School of Physical Education) в Аксбридже. Побеждала на студенческих соревнованиях в 1934 и 1936 гг. Средства на её участие в летних Играх в Берлине (1936) были собраны горожанами. Участвуя в олимпийском заплыве на дистанции 100 м на спине, 20-летняя американка первоначально была названа победительницей. Однако, после многочасового совещания судьи отдали «золото» и «серебро» пловчихам из Нидерландов.
После Олимпиады она ушла из профессионального спорта, став инструктором по плаванию.
В 2008 г. в её честь был назван один из мостов Аксбриджа. Также была известна как художник-портретист.